# 永清站
永清站位于中华人民共和国河北省廊坊市永清县刘街乡，建于1996年。距北仓站66公里，距霸州站12公里。现为四等站。客运办理旅客乘降，行李、包裹托运；货运办理整车货物发到。本站距县府驻地永清镇约15公里。截至2024年1月，并无旅客列车停靠该站。